# Mulhacén
Mulhacén je španělská hora, ležící v pohoří Sierra Nevada na jihu Pyrenejského poloostrova v provincii Granada. S nadmořskou výškou 3478,6 m je nejvyšší horou pevninského Španělska (nejvyšší horou celého Španělského království je Pico del Teide na Kanárských ostrovech) i celého Pyrenejského poloostrova. Zároveň je nejvyšší nealpskou horou Evropy a s prominencí 3285 m i třetí nejprominentnější horou celé Evropy (po Mont Blancu a Etně).
Na strmém severním svahu pramení řeka Genil, v jejímž povodí se Mulhacén nachází.

## Název
Mulhacén je pojmenován po Muley Hacénovi (pánu Hasanovi, arabsky: Abū ul-Ḥasan ʿAlī ibn Saʿad), muslimském králi Granady v 15. století, který byl podle legendy na vrcholu pohřben. Slovo muley (mawley, moulay) pochází z arabštiny a znamená  čestný titul "(náš) pán" stejně jako "sidi" (obdoba anglického titulu lord nebo spíše sir).

## Výstup na vrchol
Na vrchol Mulhacénu se dá vystoupat ze tří směrů - od západu, jihu nebo od jihovýchodu. Cesta od západu vede od konečné lanovky (3300 m n. m.) z horského střediska Pradollano (přístupné po silnici A-395 z Granady) na Veletu. Cesta pokračuje po hřebeni směrem na východ a po celkem 6 km od konečné lanovky dojde k horské chatě Refugio Vivac de la Caldera nad plesem Laguna de la Caldera. Od chaty vede na východ závěrečné stoupání na vrchol (1,5 km s převýšením 400 metrů).
Od jihu se dá jít z vesnice Capileira k chatě Refugio de Poqueira ve výšce 2500 m n. m. (9 km s převýšením 1100 metrů), kde se dá přespat a druhý den pokračovat na vrchol (dalších 5 km s převýšením 1000 metrů).
Od jihovýchodu se dá jít z vesnice Trevélez, kde je kemp. První možností je prudké stoupání na západ na předvrchol Alto del Chorrillo a z něj na sever na vrchol. Druhou možností je mírnější (ale delší) stoupání na severozápad na krásnou plošinu Siete Lagunas (česky Sedm lagun, největší je Laguna Hondera ve výšce 2900 m n. m.), ze které cesta stoupá nejprve na jihozápad a pak na sever, přes další předvrchol Mulhacén II až na vrchol. Na Siete Lagunas lze vcelku pohodlně pod širým nebem přečkat noc, stejně jako se odsud dá vystoupat na Alcazabu, třetí nejvyšší horu Sierra Nevady.

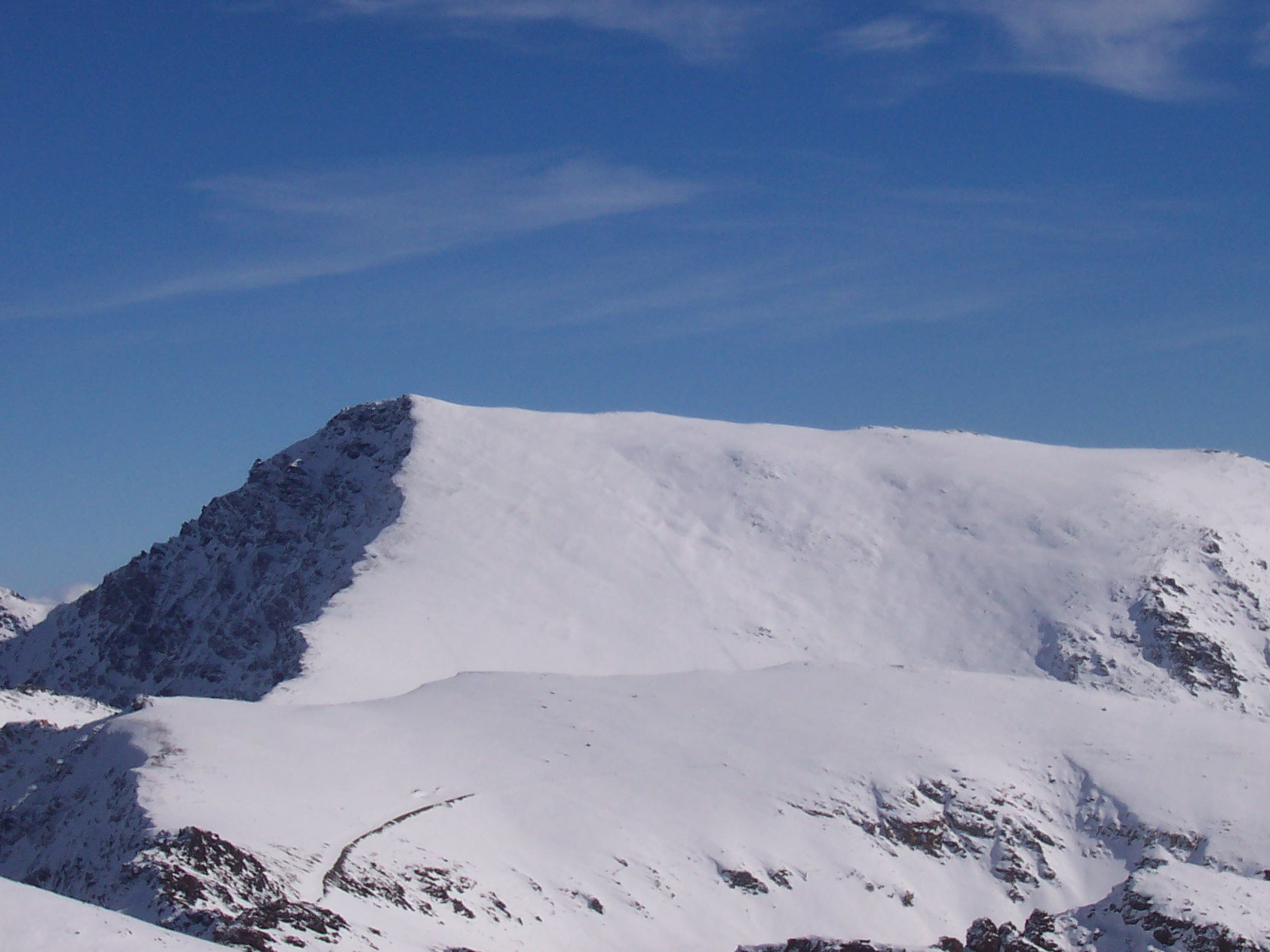
Mulhacén v zimě

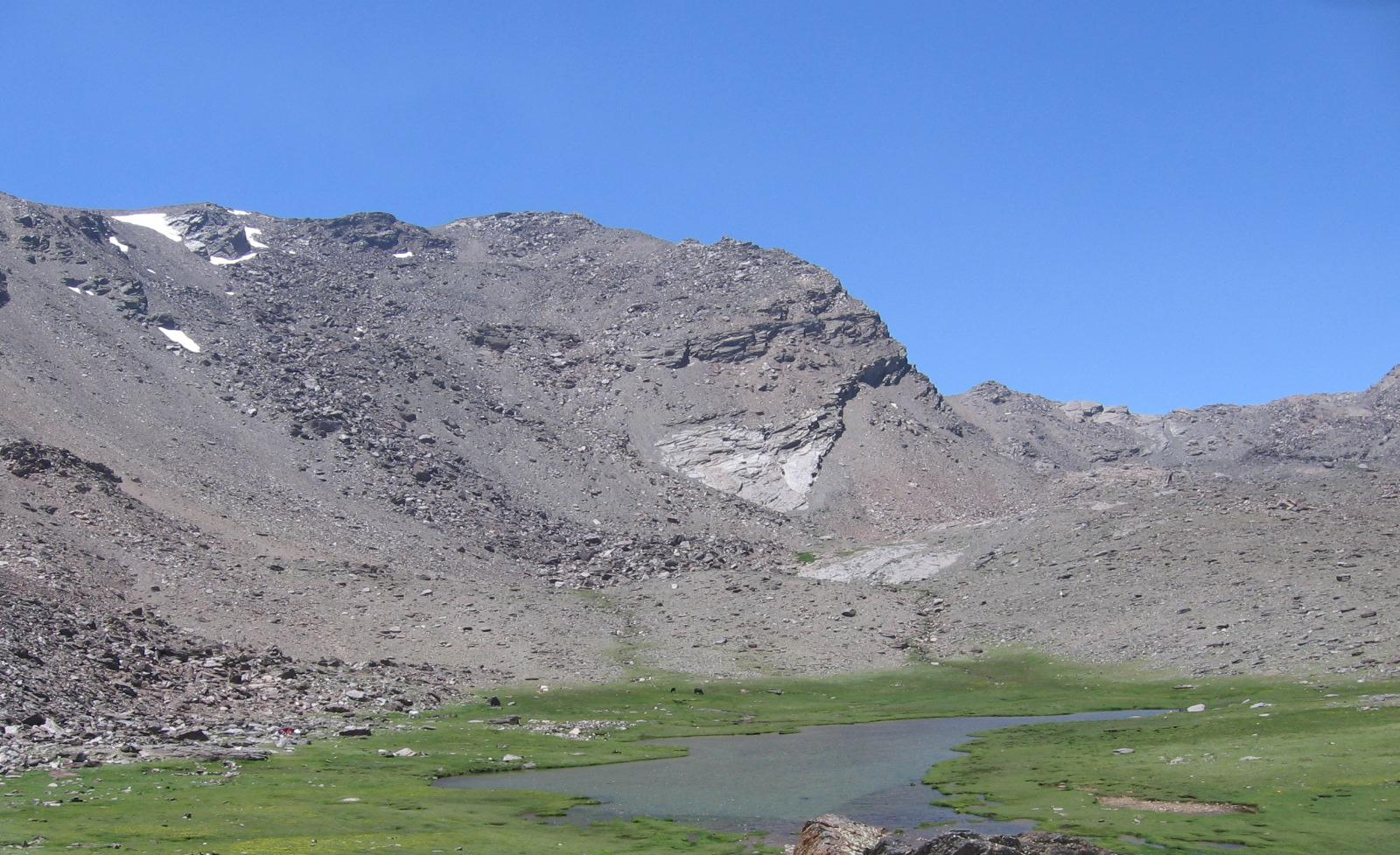
Mulhacén od Laguna Hondera

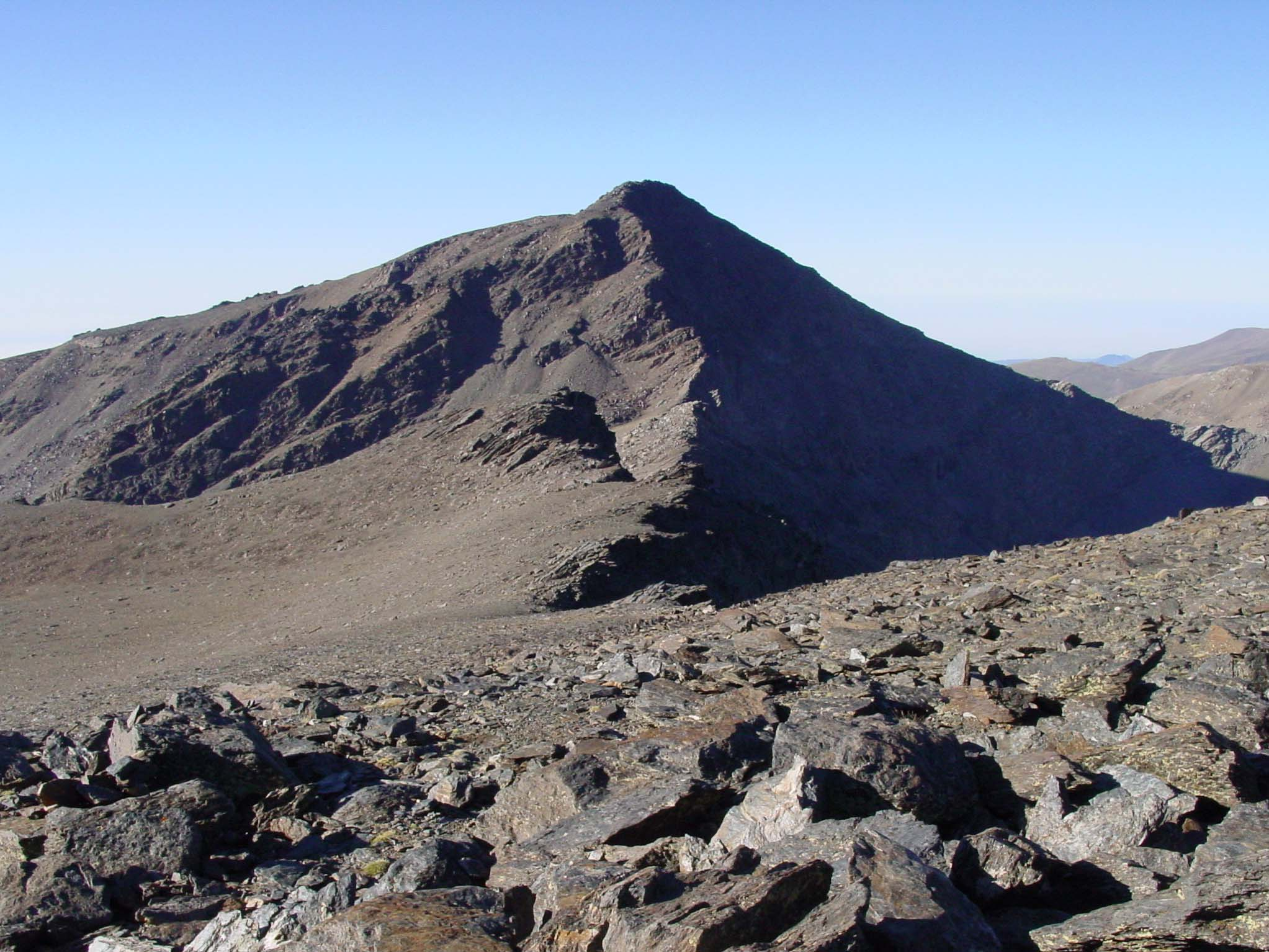
Mulhacén z Alcazaby

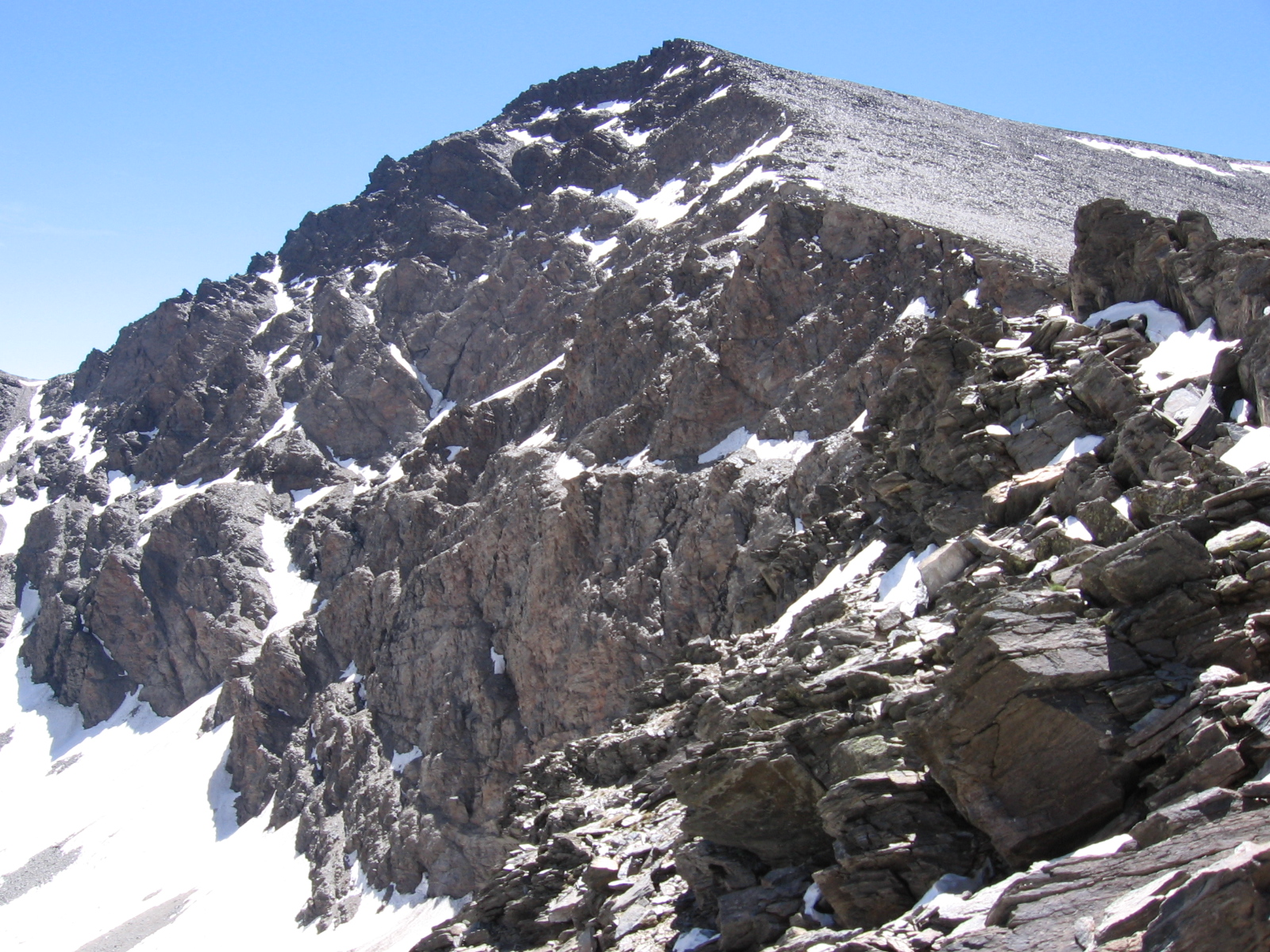
Strmá severní stěna